# Leomir de Souza
Leomir de Souza, mais conhecido como Leomir (Curitiba, 18 de dezembro de 1961) é um treinador e ex-futebolista brasileiro que atuava como volante. Atualmente é auxiliar técnico do Coritiba.
Foi auxiliar técnico de Abel Braga ininterruptamente de 1998 a 2022.

## Carreira
Revelado pelo Coritiba em 1980, foi convocado para defender a Seleção no Mundial Sub-20 de 1981, na Austrália. Em 1982 foi envolvido numa troca com o Fluminense que levou o ponta-direita Lela para o clube paranaense. Pelo clube carioca, Leomir conquistou o Campeonato Brasileiro de 1984 e o tricampeonato carioca de 1983, 1984 e 1985.
Entre o início de 1983 e agosto de 1988, Leomir disputou 259 partidas pelo Fluminense, com 142 vitórias, 71 empates e 46 derrotas, marcando 31 gols

## Títulos

### Como jogador
Fluminense
- Campeonato Brasileiro: 1984
- Campeonato Carioca: 1983, 1984, 1985
- Taça Guanabara: 1983 e 1985
- Torneio de Seul: 1984
- Torneio de Paris: 1987
- Copa Kirin: 1987
- Trofeo de La Amistad (Paraguai) : 1984 (Club Cerro Porteño versus Fluminense)
- Taça Amizade dos Campeões (Luanda, Angola): 1985 (Petro Atlético versus Fluminense)
- Taça Independência (DF)- (Taguatinga versus Fluminense) - 1982
- Troféu ACB - 75 anos (Fluminense versus Bangu) - 1982
- Taça Associação dos Cronistas Esportivos - 1983
- Taça O GLOBO - (Flu versus Corinthians) - 1983
- Troféu Gov. Geraldo Bulhões - 1984
- Taça Francisco Horta - (Flu versus Santo  André) - 1984
- Troféu Prefeito Celso Damaso - 1985
- Taça Sollar Tintas (Fluminense versus America)- 1985
- Taça 16 anos da Tv Cultura - (Avaí versus Fluminense) - 1986
- Troféu Governo Miguel Abraão - 1987
- Troféu Lions Club - (Fluminense versus Vasco) - 1987

### Como auxiliar técnico
Al Jazira
- UAE President's Cup: 2011
- UAE League: 2011

Internacional
- Copa Libertadores: 2006
- Copa do Mundo de Clubes da FIFA: 2006

Fluminense
- Campeonato Carioca: 2012
- Taça Guanabara: 2012
- Campeonato Brasileiro: 2012

Flamengo
- Taça Rio: 2019